# Dolmen du Plo de Laganthe
Le dolmen du Plo de Laganthe (également appelé dolmen de la Gante ou Plo des Trois Pierres ou Las Tres Pèiras) est un dolmen situé à Labastide-Rouairoux dans le Tarn, en région Occitanie.   

## Description
Il s'agit d'un dolmen simple composé de quatre pierres. La pierre de faîte mesure 4,8 mètres sur 3,2 mètres et pèse environ 21 tonnes, elle repose sur deux autres pierres, respectivement de 4,1 mètres et 4,5 mètres de long. Une quatrième gît au sol entre les deux supports.  

## Folklore
La légende veut que les habitants du Soulié auraient prié la Vierge de les aider à bâtir une nouvelle église. De retour de Peyremaux avec les trois pierres, elle aurait finalement décidé d'abandonner son fardeau sur le bord de la route devant le peu de constance des habitants. Ceux-ci préférant finalement s’enivrer et se disputer plutôt que construire une église.

## Localisation et contexte
Le mégalithe est situé immédiatement au bord de la route départementale D64, dans le parc naturel régional du Haut-Languedoc, à la limite des départements du Tarn et de l'Hérault.  
Le dolmen du Plo de Laganthe est l'un des rares dolmens de la zone granitique du sud Tarnais (il y a environ 100 menhirs et statues-menhirs mais moins de 10 dolmens). Au contraire on trouve dans la zone calcaire du nord du département un grand nombre de dolmens, mais moins de cinq menhirs. 
Son environnement immédiat est riche en mégalithes, puisque l'on peut y admirer dans un rayon de moins de quatre kilomètres, les menhirs de la Crosse, du Faydas, du Briol et du Rocadel.

## Historique
Le monument date du Néolithique.
Le dolmen est classé au titre des monuments historiques en 1889.